# فرد شيلدز
فرد شيلدز (بالإنجليزية: Fred Shields)‏ هو حكم كرة قدم ولاعب كرة قدم أمريكي، ولد في 18 نوفمبر 1912 في هاريسون (نيوجيرسي) في الولايات المتحدة، وتوفي في 28 يناير 1985 في الولايات المتحدة. لعب مع Newark Portuguese ‏.

## وصلات خارجية
- فرد شيلدز على موقع الاتحاد الدولي (مؤرشف)  (الإنجليزية)
- فرد شيلدز على موقع أوليمبيديا (الإنجليزية)